# Pochette Surprise
Pochette Surprise è l'album di debutto di Jordy, pubblicato quando il bambino aveva quasi cinque anni. L'album è stato pubblicato nel 1992 dalla Columbia Records e ha riscosso successo; Dall'album sono estratti i singoli di successo Dur dur d'être bébé!, Alison e Les boules.

## Tracce
1. Dur dur d'être bébé! (Clerget, Maratrat) — 3:24
2. Alison (Clerget, Lemoine, Maratrat ) — 3:41
3. Ma Petite Soeur (Lemoine, Maratrat) — 3:44
4. Les Boules (Clerget, Lemoine, Maratrat ) — 3:52
5. C'est pas nous (Lemoine, Maratrat) — 4:07
6. La danse du pouce dans la bouche (Lemoine, Maratrat) — 3:33
7. Jordy Rave Show (Feys, Lemoine, Wybouw) — 4:01
8. Dur dur d'être bébé! (mix) (Clerget, Maratrat) — 5:22
9. Les Boules (mix) (Clerget, Lemoine, Maratrat ) — 5:04
10. La danse du pouce dans la bouche (remix) (Lemoine, Maratrat) — 7:23
11. Dur dur d'être bébé! (English version) (Clerget, Maratrat) — 3:16